# Arantxa Rus
Arantxa Rus (* 13. Dezember 1990 in Delft) ist eine niederländische Tennisspielerin.

## Karriere
Rus, die im Alter von fünf Jahren mit dem Tennisspielen begann, war eine herausragende Juniorin. 2008 gewann sie nach einem Endspielsieg über Jessica Moore den Juniorinnen-Wettbewerb der Australian Open sowie an der Seite ihrer Landsfrau Lesley Pattinama Kerkhove die Doppelkonkurrenz bei der renommierten Trofeo Bonfiglio und erreichte damit die Nummer eins der Junioren-Weltrangliste.
Bereits 2007 debütierte sie mit einer Wildcard im Hauptfeld des WTA-Turniers in ’s-Hertogenbosch und gewann ihre ersten beiden Profititel auf dem ITF Women’s Circuit. 2008 konnte sie ihre ersten beiden Siege bei Turnieren der $25.000-Kategorie erringen und erreichte in Guangzhou als Qualifikantin ihr erstes Viertelfinale auf der WTA Tour. Durch den Aufstieg im Ranking war Rus bei den Australian Open 2009 zum ersten Mal für die Teilnahme in der Qualifikation eines Grand-Slam-Turniers startberechtigt, wo sie in der zweiten Runde verlor. Bei den French Open gelang ihr anschließend der Sprung ins Hauptfeld sowie einem Auftaktsieg gegen Olivia Sanchez auf Anhieb der Einzug in die zweite Runde. Zum Saisonende gewann sie in Nantes bei einem Turnier der $50.000-Kategorie ihren bis dahin größten Titel und beendete das Jahr knapp außerhalb der Top 100 der Welt.
Nach einer schwächeren Saison 2010, startete Rus 2011 mit ihrem ersten Hauptfelderfolg in Melbourne in die neue Spielzeit. Bei den French Open stand sie nach einem überraschenden Dreisatzsieg gegen Kim Clijsters, ihrem ersten Erfolg gegen eine Top-10-Spielerin überhaupt, erstmals in der dritten Runde. Im Zuge ihrer Finalteilnahme in Cuneo, wo sie sich im Endspiel Anna Tatischwili geschlagen geben musste, sowie dem ersten Einzug in die zweite Runde der US Open, erreichte Rus erstmals die Top 100 der Weltrangliste. Im folgenden Jahr verbesserte sie ihre Grand-Slam-Ergebnisse sogar noch und rückte bei den French Open 2012 nach einem Sieg über Julia Görges zum ersten und bislang einzigen Mal ins Achtelfinale eines Grand-Slam-Turniers vor. In Wimbledon feierte sie gegen Samantha Stosur ihren zweiten Sieg gegen eine Top-10-Spielerin und zog erstmals in die dritte Runde ein. Daraufhin erzielte sie in der Weltrangliste mit Platz 61 ihre bisher beste Position.
Im Anschluss erlitt Rus ein Formtief und verlor ausgehend von ihrer Niederlage in der zweiten Runde des WTA-Turniers in Dallas saisonübergreifend 15 Partien in Folge. Die zweite Saisonhälfte verbrachte sie auf der ITF Tour, gewann dort fünf Turniere der $25.000-Kategorie und schloss das Jahr noch in den Top 200 der Welt ab. Zu Beginn der Saison 2014 verlor Rus erneut acht Matches in Folge und rutschte im Ranking weiter ab. 2015 konnte sie lediglich ein ITF-Finale bei einem Turnier der niedrigsten Kategorie erreichen.
Im darauffolgenden Jahr stabilisierten sich die Leistungen von Rus wieder. Sie gewann zwei Turniere der $25.000-Kategorie auf der ITF-Tour und qualifizierte sich in Seoul nach dreijähriger Pause das Hauptfeld eines WTA-Turniers. 2017 gewann sie in Båstad, wo sie an der Seite ihrer Landsfrau Quirine Lemoine ihren ersten WTA-Turniersieg im Doppel feiern konnte, nach fünf Jahren wieder ein Einzelmatch im Hauptfeld. Zum Saisonabschluss erreichte sie das Finale bei einem Turnier der WTA Challenger Series in Taipeh, in dem sie gegen Belinda Bencic verlor. Nachdem Rus 2018 in Istanbul aus der Qualifikation heraus das Viertelfinale erreicht hatte, stand sie bei den French Open erstmals seit Wimbledon 2013 wieder im Hauptfeld eines Grand-Slam-Turniers, nachdem sie als Lucky Loserin nachgerückt war.
2019 gelang Rus mit zehn ITF-Titeln der $25.000-Kategorie sowie einem WTA-Viertelfinale in Palermo die zwischenzeitliche Rückkehr in die Top 100 der Weltrangliste. Dadurch war sie für das Hauptfeld der Australian Open 2020 wieder vorqualifiziert. Dort zog sie nach einem Auftaktsieg gegen Magda Linette in die zweite Runde ein; es war ihr erster Erfolg im Hauptfeld eines Grand-Slam-Turniers seit Wimbledon 2012. Vor dem COVID-19-Pandemie-Saisonabbruch erzielte sie in Monterrey ihr erstes Halbfinale auf der WTA Tour, in dem sie der späteren Siegerin Elina Switolina unterlag. Nach der Wiederaufnahme der Saison, konnte Rus an der Seite von Tamara Zidanšek in Palermo ihren zweiten WTA-Titel im Doppel gewinnen. Im Endspiel setzten sich die beiden gegen Elisabetta Cocciaretto und Martina Trevisan durch. Zum Ende der Saison triumphierte das Duo auch in Linz durch einen Endspielerfolg über Lucie Hradecká und Kateřina Siniaková.
Nach einem schwierigen Start in die Saison 2021, holte Rus in Lyon innerhalb weniger Monate ihren dritten WTA-Turniersieg im Doppel. Zusammen mit Viktória Kužmová schlug sie im Finale Eugenie Bouchard und Olga Danilović. Im Einzel stand Rus dann in Bol zum zweiten Mal in ihrer Karriere im Endspiel eines WTA Challengers, unterlag aber Jasmine Paolini. Auch beim darauffolgenden Challenger-Turnier in Belgrad kam sie bis ins Finale, verlor jedoch auch dieses gegen Anna Karolína Schmiedlová. Danach war Rus wieder verstärkt bei Turnieren der ITF Tour am Start und konnte dort bis zum Saisonende drei weitere Titel, zwei der $60.000-Kategorie sowie einen der $80.000-Kategorie gewinnen. Durch die Erfolge bei kleineren Turnieren konnte Rus mit Rang 61 ihre bis dahin beste Weltranglistenplatzierung aus dem Jahr 2012 einstellen.
2008 wurde Rus beim 3:0-Sieg gegen Portugal erstmals für die niederländische Fed-Cup-Mannschaft nominiert. Seitdem hat sie für ihr Land mit Unterbrechungen 37 Begegnungen im Einzel und Doppel bestritten, von denen sie 17 gewinnen konnte (Einzelbilanz 16:13).
In der deutschen Bundesliga spielte sie von 2006 bis 2011 für den TC Blau-Weiss Bocholt und seit 2015 für den TC Rot-Blau Regensburg, mit dem sie 2016 Deutscher Meister wurde.

## Turniersiege

### Einzel
| Nr. | Datum              | Turnier                       | Kategorie      | Belag             | Finalgegnerin                | Ergebnis        |
| --- | ------------------ | ----------------------------- | -------------- | ----------------- | ---------------------------- | --------------- |
| 1.  | 26. August 2007    | Vlaardingen                   | ITF $10.000    | Sand              | Anne Schäfer                 | 6:75, 6:2, 6:2  |
| 2.  | 10. September 2007 | Alphen aan den Rijn           | ITF $10.000    | Sand              | Renée Reinhard               | 4:6, 7:5, 7:62  |
| 3.  | 19. April 2008     | Bari                          | ITF $25.000    | Sand              | Alberta Brianti              | 2:6, 7:5, 6:3   |
| 4.  | 23. November 2008  | Opole                         | ITF $25.000    | Teppich (Halle)   | Ana Vrljic                   | 4:6, 7:5, 6:3   |
| 5.  | 8. November 2009   | Nantes                        | ITF $50.000    | Hartplatz (Halle) | Renata Voráčová              | 6:3, 6:2        |
| 6.  | 1. April 2012      | Osprey                        | ITF $50.000    | Sand              | Sessil Karatantschewa        | 6:4, 6:1        |
| 7.  | 1. September 2013  | Fleurus                       | ITF $25.000    | Sand              | Diāna Marcinkēviča           | 6:3, 6:2        |
| 8.  | 8. September 2013  | Alphen aan den Rijn           | ITF $25.000    | Sand              | Carina Witthöft              | 4:6, 6:2, 6:2   |
| 9.  | 6. Oktober 2013    | La Vall d’Uixó                | ITF $25.000    | Sand              | Alizé Lim                    | 6:1, 6:1        |
| 10. | 12. Oktober 2013   | Sant Cugat                    | ITF $25.000    | Sand              | Alberta Brianti              | 6:4, 2:6, 6:2   |
| 11. | 1. Oktober 2016    | Hua Hin                       | ITF $25.000    | Hartplatz         | Nicha Lertpitaksinchai       | 3:6, 7:64, 7:63 |
| 12. | 16. Oktober 2016   | Équeurdreville                | ITF $25.000    | Hartplatz (Halle) | Maryna Zanevska              | 6:2, 6:1        |
| 13. | 9. Juli 2017       | Middelburg                    | ITF $25.000    | Sand              | Valentini Grammatikopoulou   | 3:6, 6:2, 6:3   |
| 14. | 30. September 2017 | Hua Hin                       | ITF $25.000    | Hartplatz         | Jacqueline Cako              | 6:1, 6:3        |
| 15. | 21. April 2019     | Santa Margherita di Pula      | ITF W25        | Sand              | Daria Lopatetska             | 6:72, 6:3, 6:1  |
| 16. | 28. April 2019     | Santa Margherita di Pula      | ITF W25        | Sand              | Elizabeth Halbauer           | 6:2, 6:76, 6:1  |
| 17. | 7. Juli 2019       | Den Haag                      | ITF W25        | Sand              | Walentina Iwachnenko         | 6:2, 6:2        |
| 18. | 4. August 2019     | El Espinar                    | ITF W25        | Hartplatz         | Julia Terziyska              | 6:4, 6:1        |
| 19. | 11. August 2019    | Cordenons                     | ITF W25        | Sand              | Nika Radišić                 | 4:6, 6:4, 6:1   |
| 20. | 8. September 2019  | Marbella                      | ITF W25        | Sand              | Marina Bassols Ribera        | 6:2, 6:2        |
| 21. | 15. September 2019 | Santa Margherita di Pula      | ITF W25        | Sand              | Elisabetta Cocciaretto       | 6:3, 6:75, 6:4  |
| 22. | 20. Oktober 2019   | Sevilla                       | ITF W25        | Sand              | Patricia Maria Țig           | 6:4, 6:4        |
| 23. | 3. November 2019   | Petingen                      | ITF W25        | Hartplatz (Halle) | Laura-Ioana Paar             | 6:3, 3:6, 6:3   |
| 24. | 17. November 2019  | Orlando                       | ITF W25        | Sand              | Irina Fetecău                | 6:3, 6:2        |
| 25. | 15. August 2021    | San Bartolomé de Tirajana (1) | ITF W60        | Sand              | Mayar Sherif                 | 6:4, 6:2        |
| 26. | 22. August 2021    | San Bartolomé de Tirajana (2) | ITF W60        | Sand              | Victoria Jiménez Kasintseva  | 6:0, 6:1        |
| 27. | 26. September 2021 | Valencia                      | ITF W80        | Sand              | Mihaela Buzărnescu           | 6:4, 7:63       |
| 28. | 1. Mai 2022        | Santa Margherita di Pula      | ITF W25        | Sand              | Marie Benoît                 | 6:4, 6:4        |
| 29. | 7. August 2022     | San Bartolomé de Tirajana (3) | ITF W60        | Sand              | Polina Kudermetowa           | 6:3, 3:6, 6:1   |
| 30. | 13. November 2022  | Scharm asch-Schaich           | ITF W25        | Hartplatz         | Julija Hatouka               | 6:2, 6:1        |
| 31. | 19. März 2023      | Anapoima                      | ITF W40        | Sand              | Sinja Kraus                  | 6:3, 63:7, 6:2  |
| 32. | 11. Juni 2023      | La Bisbal d’Empordà           | WTA Challenger | Sand              | Panna Udvardy                | 7:62, 6:3       |
| 33. | 9. Juli 2023       | Den Haag                      | ITF W40        | Sand              | Sára Bejlek                  | 7:63, 6:4       |
| 34. | 16. Juli 2023      | Contrexéville                 | WTA Challenger | Sand              | Anastassija Pawljutschenkowa | 6:3, 6:3        |
| 35. | 29. Juli 2023      | Hamburg                       | WTA 250        | Sand              | Noma Noha Akugue             | 6:0, 7:63       |
| 36. | 14. Juli 2024      | Den Haag                      | ITF W75        | Sand              | Gina Feistel                 | 6:1, 4:6, 6:2   |

### Doppel
| Nr. | Datum              | Turnier                   | Kategorie         | Belag             | Partnerin           | Finalgegnerinnen                           | Ergebnis          |
| --- | ------------------ | ------------------------- | ----------------- | ----------------- | ------------------- | ------------------------------------------ | ----------------- |
| 1.  | 27. Oktober 2007   | Mexiko-Stadt              | ITF $25.000       | Hartplatz         | Nicole Thijssen     | Ivana Abramović Maria Abramović            | 6:0, 6:1          |
| 2.  | 12. Februar 2011   | Stockholm                 | ITF $25.000       | Hartplatz (Halle) | Nastassja Jakimawa  | Claire Feuerstein Xenija Lykina            | 6:3, 2:6, [10:8]  |
| 3.  | 12. Mai 2013       | Cagnes-sur-Mer            | ITF $100.000      | Sand              | Vania King          | Catalina Castaño Teliana Pereira           | 4:6, 7:5, [10:8]  |
| 4.  | 2. November 2013   | Taipeh                    | ITF $50.000       | Hartplatz         | Lesley Kerkhove     | Chen Yi Luksika Kumkhum                    | 6:4, 2:6, [14:12] |
| 5.  | 30. August 2014    | Fleurus                   | ITF $25.000       | Sand              | Demi Schuurs        | Hilda Melander Marina Melnikowa            | 6:4, 6:1          |
| 6.  | 26. Februar 2016   | Beinasco                  | ITF $25.000       | Sand (Halle)      | İpek Soylu          | Lina Gjorcheska Dea Herdželaš              | 6:4, 6:2          |
| 7.  | 30. April 2016     | Wiesbaden                 | ITF $25.000       | Sand              | Marie Benoît        | Steffi Distelmans Demi Schuurs             | 6:2, 6:2          |
| 8.  | 10. September 2016 | Budapest                  | ITF $50.000       | Sand              | Cindy Burger        | Ágnes Bukta Jesika Malečková               | 6:1, 6:4          |
| 9.  | 30. Juli 2017      | Båstad                    | WTA International | Sand              | Quirine Lemoine     | María Irigoyen Barbora Krejčíková          | 3:6, 6:3, [10:8]  |
| 10. | 20. Januar 2019    | Singapur                  | ITF W25           | Hartplatz         | Quirine Lemoine     | Chen Pei-hsuan Wu Fang-hsien               | 6:2, 6:4          |
| 11. | 9. August 2020     | Palermo                   | WTA International | Sand              | Tamara Zidanšek     | Elisabetta Cocciaretto Martina Trevisan    | 7:5, 7:5          |
| 12. | 15. November 2020  | Linz                      | WTA International | Hartplatz (Halle) | Tamara Zidanšek     | Lucie Hradecká Kateřina Siniaková          | 6:3, 6:4          |
| 13. | 7. März 2021       | Lyon                      | WTA 250           | Hartplatz (Halle) | Viktória Kužmová    | Eugenie Bouchard Olga Danilović            | 3:6, 7:5, [10:7]  |
| 14. | 13. August 2022    | San Bartolomé de Tirajana | ITF W60           | Sand              | Ángela Fita Boluda  | Elina Awanessjan Diana Schneider           | 6:4, 6:4          |
| 15. | 19. August 2022    | Ourense                   | ITF W25           | Hartplatz         | Maria Mateas        | Yvonne Cavalle-Reimers Lucía Cortez Llorca | 6:4, 5:7, [10:7]  |
| 16. | 12. November 2022  | Scharm asch-Schaich       | ITF W25           | Hartplatz         | Nina Stojanović     | Magali Kempen Lu Jiajing                   | 7:61, 6:2         |
| 17. | 15. April 2023     | Saragossa                 | ITF W80           | Sand              | Diane Parry         | Asia Muhammad Eden Silva                   | 6:1, 4:6, [10:5]  |
| 18. | 8. Juli 2023       | Den Haag                  | ITF W40           | Sand              | Kristina Mladenovic | Jasmijn Gimbrère Isabelle Haverlag         | 6:4, 6:0          |
| 19. | 12. Juli 2025      | Den Haag                  | ITF W75           | Sand              | Joy de Zeeuw        | Polina Bachmutkina Kristina Kroitor        | 6:2, 6:2          |

## Abschneiden bei Grand-Slam-Turnieren

### Einzel
| Turnier         | 2009 | 2010 | 2011 | 2012 | 2013 | 2014 | 2015 | 2016 | 2017 | 2018 | 2019 | 2020 | 2021 | 2022 | 2023 | 2024 | 2025 | Karriere |
| --------------- | ---- | ---- | ---- | ---- | ---- | ---- | ---- | ---- | ---- | ---- | ---- | ---- | ---- | ---- | ---- | ---- | ---- | -------- |
| Australian Open | Q2   | Q1   | 2    | 1    | 1    | Q1   | —    | —    | Q1   | Q1   | Q1   | 2    | 1    | 1    | Q1   | 2    | 1    | 2        |
| French Open     | 2    | Q2   | 3    | AF   | 1    | Q2   | —    | —    | Q3   | 1    | Q1   | 1    | 1    | 1    | 1    | 2    | 2    | AF       |
| Wimbledon       | Q1   | 1    | Q2   | 3    | 1    | Q1   | —    | —    | Q1   | 1    | Q3   |      | 1    | 1    | Q2   | 2    | 1    | 3        |
| US Open         | 1    | Q2   | 2    | 1    | —    | Q1   | —    | —    | Q1   | 1    | Q1   | 1    | 1    | 1    | 1    | 2    |      | 2        |

Zeichenerklärung: S = Turniersieg; F, HF, VF, AF = Einzug ins Finale / Halbfinale / Viertelfinale / Achtelfinale; 1, 2, 3 = Ausscheiden in der 1. / 2. / 3. Hauptrunde; Q1, Q2, Q3 = Ausscheiden in der 1. / 2. / 3. Qualifikationsrunde; nicht ausgetragen

### Doppel
| Turnier         | 2011 | 2012 | 2013 | 2014 | 2015 | 2016 | 2017 | 2018 | 2019 | 2020 | 2021 | 2022 | 2023 | 2024 | 2025 | Karriere |
| --------------- | ---- | ---- | ---- | ---- | ---- | ---- | ---- | ---- | ---- | ---- | ---- | ---- | ---- | ---- | ---- | -------- |
| Australian Open | —    | 1    | 1    | —    | —    | —    | —    | —    | —    | —    | 2    | 1    | —    | 1    | 1    | 2        |
| French Open     | —    | —    | 1    | —    | —    | —    | —    | —    | —    | 2    | 2    | —    | —    | 2    | —    | 2        |
| Wimbledon       | —    | 1    | —    | —    | —    | —    | —    | —    | —    |      | AF   | 2    | —    | 1    | 1    | AF       |
| US Open         | 1    | 1    | —    | —    | —    | —    | —    | —    | —    | —    | 1    | 1    | AF   | 1    |      | AF       |

## Weltranglistenpositionen am Saisonende
| Jahr   | 2007 | 2008 | 2009 | 2010 | 2011 | 2012 | 2013 | 2014 | 2015 | 2016 | 2017 | 2018 | 2019 | 2020 | 2021 | 2022 | 2023 | 2024 |
| ------ | ---- | ---- | ---- | ---- | ---- | ---- | ---- | ---- | ---- | ---- | ---- | ---- | ---- | ---- | ---- | ---- | ---- | ---- |
| Einzel | 465  | 188  | 107  | 138  | 84   | 68   | 160  | 230  | 289  | 174  | 160  | 109  | 103  | 73   | 62   | 117  | 51   | 81   |
| Doppel | 513  | —    | 455  | 225  | 246  | 288  | 143  | 185  | 318  | 187  | 189  | 132  | 187  | 81   | 71   | 105  | 86   | 115  |